# Nœud coulant
Pour les articles homonymes, voir Le Nœud coulant pour le film..
Un nœud coulant est un nœud permettant de serrer une corde autour d'un objet : plus on tire, plus l'objet est serré ; à l'inverse, il ne serre plus l'objet lorsque l'on relâche la tension, il ne peut donc servir à tenir un objet si l'on ne garantit pas la tension.
Ce type de nœud peut provoquer une strangulation et peut donc se révéler dangereux. Si l'on désire éviter cet effet de strangulation, on a recours un à nœud de boucle fixe comme le nœud de chaise.

## Utilité
Le nœud coulant permet d'accrocher simplement un objet en le faisant pendre. L'effet de son poids provoque la tension qui serre le nœud et évite donc que l'objet se libère.
L'effet de strangulation est appliqué en pendaison.
Les nœuds coulants permettent de confectionner des pièges à animaux.

## Différents types

### Avec un nœud gansé
La manière la plus simple d'effectuer un nœud coulant consiste à faire une ganse autour de l'objet à serrer, puis à faire un demi-nœud avec le courant autour du dormant. On obtient ainsi un nœud de galère, qui est coulant lorsqu'on tire le brin correspondant à la ganse.
De manière plus générale, un nœud gansé est coulant si la ganse le traverse sur une part suffisamment courte pour lui permettre de glisser. Par exemple : 
- En se basant sur un nœud en queue de singe, on obtient un nœud de pendu ;
- En se basant sur un nœud double, on obtient le nœud de longe, etc.

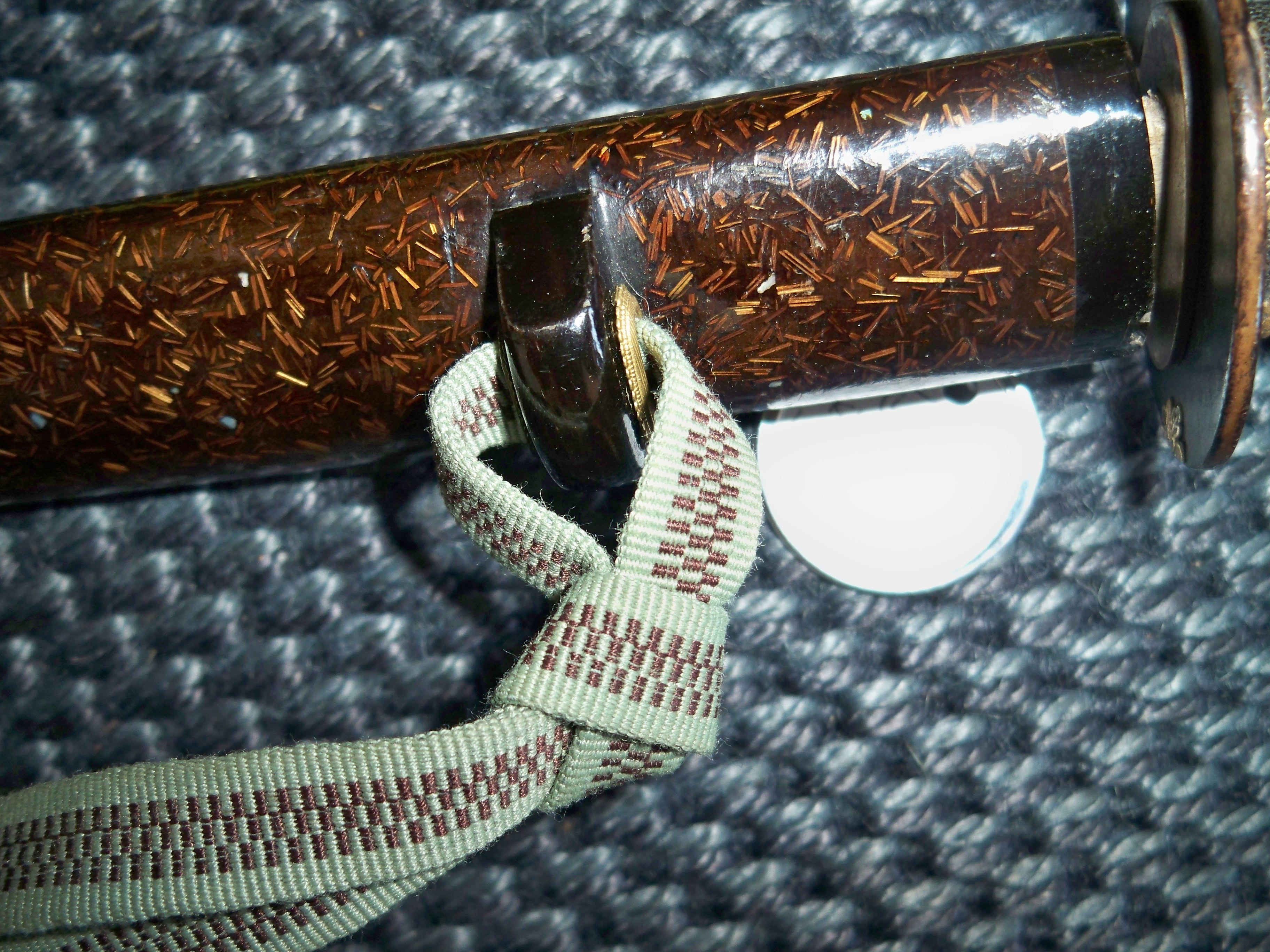
Nœud de galère, utilisé pour attacher le sageo à l'anneau du fourreau d'un katana.
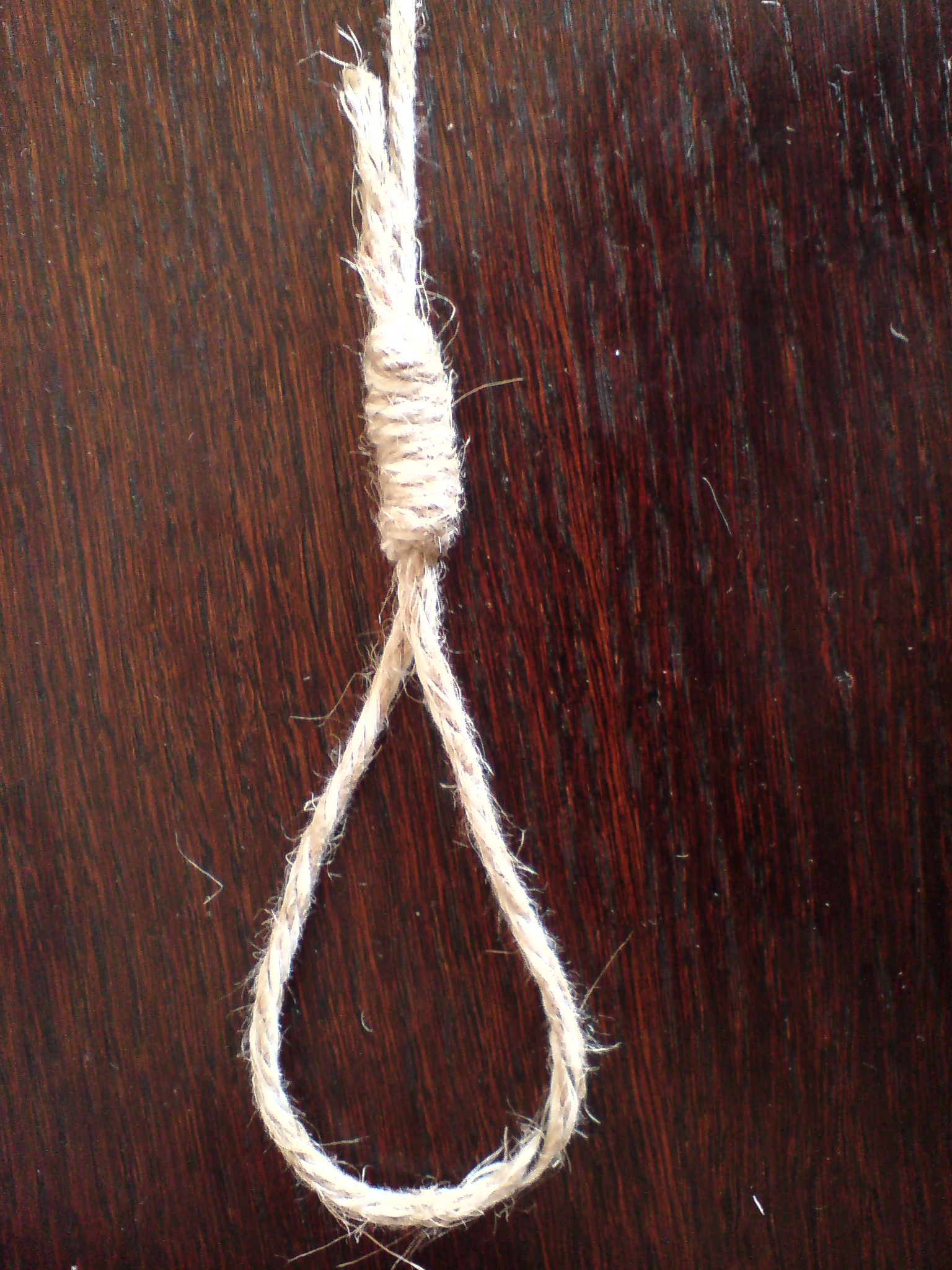
Nœud de pendu

### Avec un nœud d'accroche
En utilisant un nœud d'accroche pour attacher une corde à elle-même, on obtient un nœud coulant si la corde peut coulisser. Ainsi on peut effectuer un nœud d'amarrage à demi-clefs en réalisant avec le courant un nœud de cabestan sur le dormant.
Le nœud de fouet est un exemple où la tension du nœud d’accroche permet de moduler la facilité avec laquelle le nœud coulisse.

Nœud d'amarrage à demi-clefs
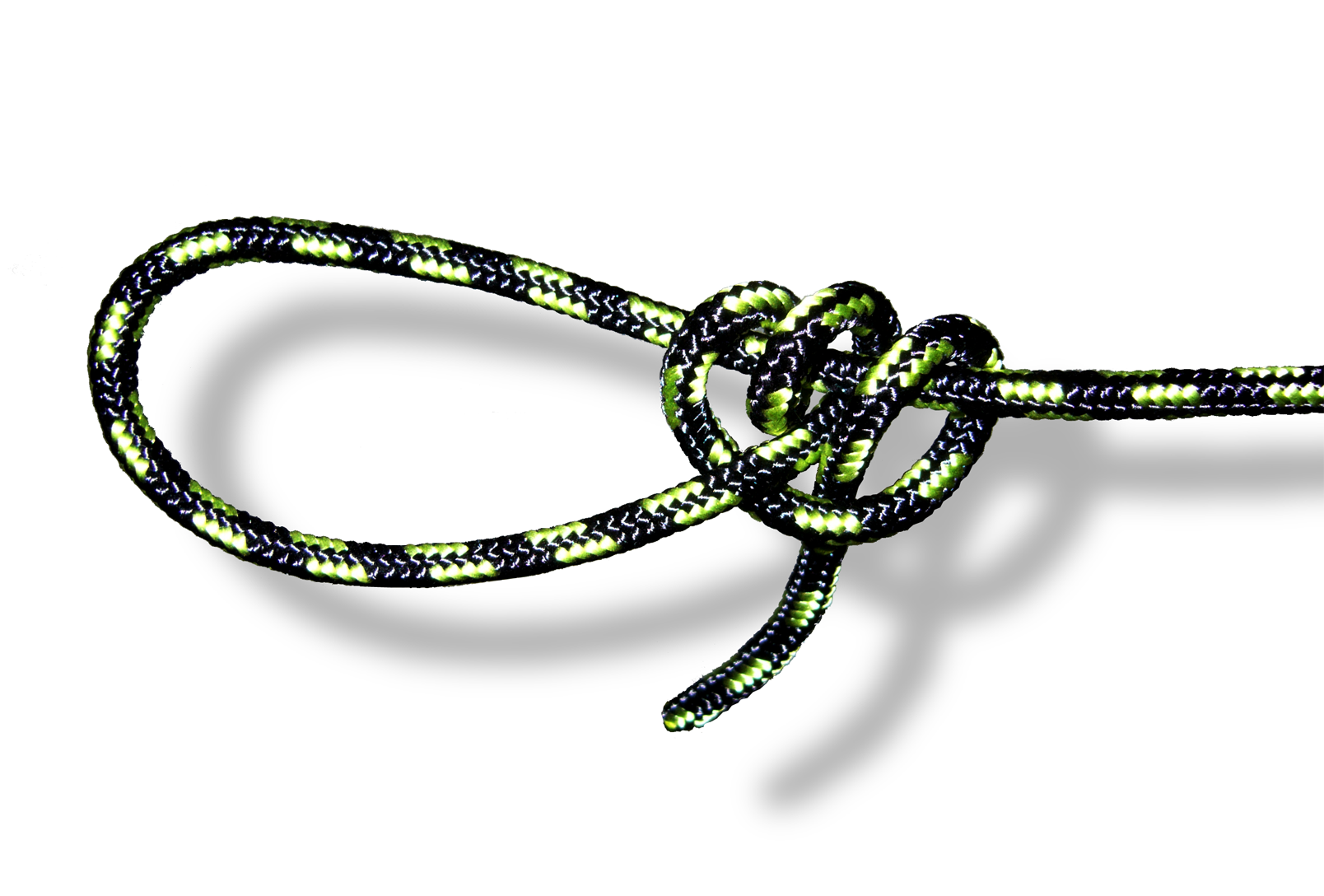
Nœud de fouet

### Avec un nœud de boucle
On peut obtenir un nœud coulant en se basant sur un nœud de boucle dans lequel on fait passer une ganse du dormant, cela revient, lorsque c'est possible, à réaliser un nœud de boucle autour du dormant pour attacher une corde à elle-même. On peut ainsi effectuer un nœud de laguis en réalisant un nœud de chaise autour du dormant.
Le faible frottement dans le nœud de boucle permet d'obtenir un nœud qui coulisse très facilement.

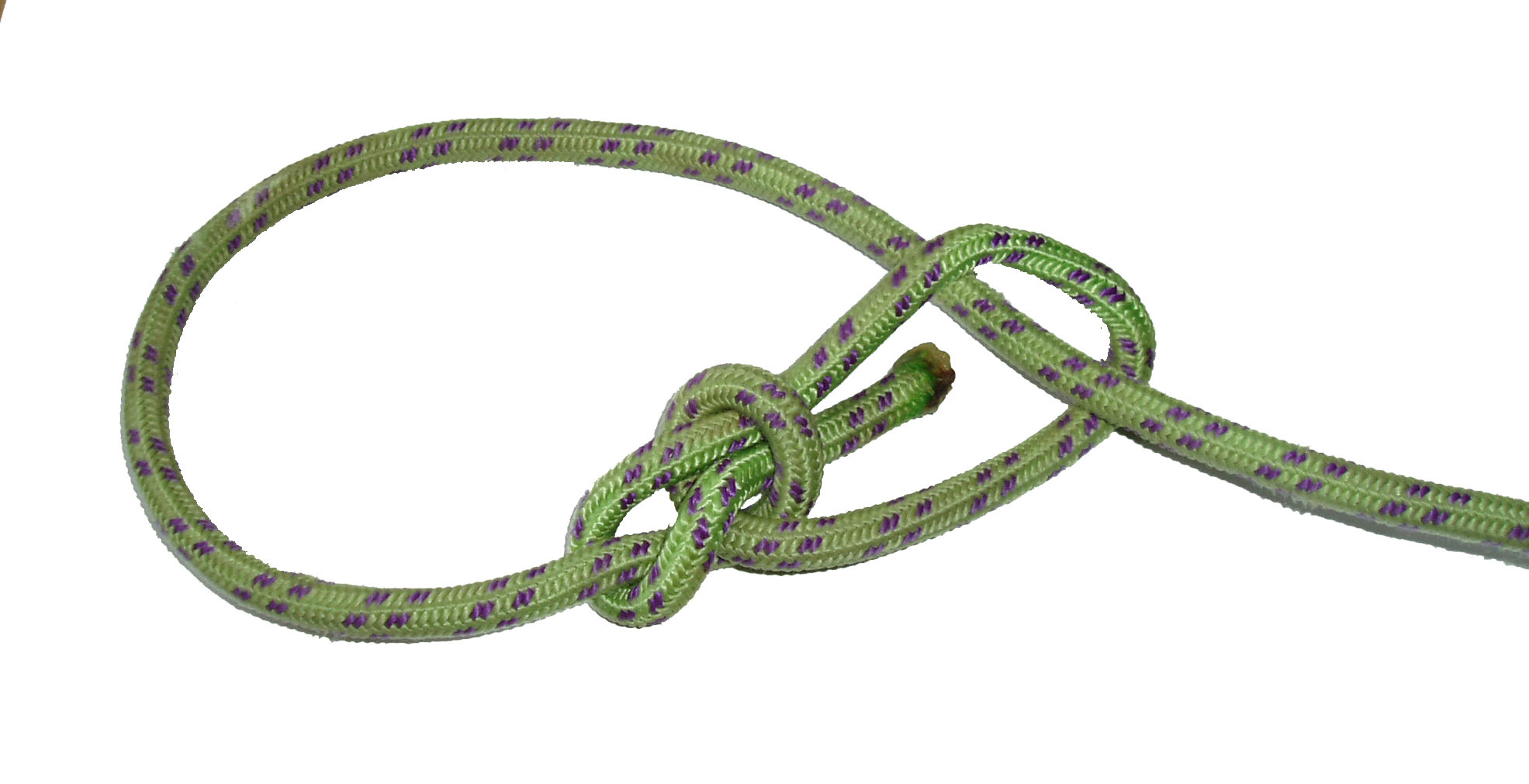
Nœud de laguis